# Casa de Vidro
Casa de Vidro, även känt som  glashuset, är ett hus i förorten Morumbi i São Paulo i Brasilien som ritades av arkitekten Lina Bo Bardi som bostad åt sig själv och maken, Pietro Maria Bardi. Det byggdes 1950–1951 i resterna av den regnskog som omgav São Paulo, men som nu har blivit en välbärgad förort.
Huset är byggt av betong med stora öppningsbara glaspartier och stöds delvis av pelare. Planlösningen är öppen och från såväl vardagsrummet, matsalen och biblioteket ser man träden utanför genom glaset. Sovrummen på baksidan vetter mot en liten innergård mot personalbyggnaden.  
Huset är inspirerat av de europeiska modernisterna Le Corbusier och Mies van der Rohe, men är mindre strikt med sitt svagt böjda tak och handgjorda 
fönsterluckor.
Huset, som ägs av Instituto Bardi, var på sin tid samlingsplats för konstnärer och intellektuella som Alexander Calder, John Cage och Roberto Rossellini. Det används för institutets administration och är tillgängligt för besökare på guidade visningar.